# KSK 베베런
KSK 베베런(Koninklijke Sportkring Beveren)은 벨기에 베베런의 축구 클럽이다. 이 클럽은 1934년 7월 1일에 창단했으며, 1935년 9월 6일에 벨기에 축구 협회에 정식으로 등록되었다. 2010년 6월 재정난을 이유로 해체되었으며, 이후 KV 레드스타 바슬란트와 합하여 바슬란트-베베런으로 개편되었다.

## 역대 감독
| 감독                      | 임기        |
| ------------------------- | ----------- |
| 기 티                     | 1966 ~ 1969 |
| 라디슬라프 노바크         | 1986 ~ 1988 |
| 요스 다르던               | 1992 ~ 1995 |
| 알렉상드르 체르니아틴스키 | 2007 ~ 2009 |

## 역대 성적
- 벨기에 1부 리그: 우승 2회 (1978-79, 1983–84)
- 벨기에 2부 리그: 우승 4회 (1966-67, 1972–73, 1990–91, 1996–97)
- 벨기에 컵: 우승 2회 (1977-78, 1982–83), 준우승 3회 (1979-80, 1984–85, 2003–04)
- 벨기에 슈퍼컵: 우승 2회 (1979, 1984), 준우승 2회 (1980, 1983)